# Janusz Olech
Janusz Roman Olech  (* 4. dubna 1965 Varšava, Polsko) je bývalý polský sportovní šermíř, který se specializoval na šerm šavlí. Polsko reprezentoval v osmdesátých a devadesátých letech. Na olympijských hrách startoval v roce 1988, 1992 a 1996 v soutěži jednotlivců a družstev. V soutěži jednotlivců získal na olympijských hrách 1988 stříbrnou olympijskou medaili. S polským družstvem šavlistů vybojoval v roce 1986 druhé místo na mistrovství světa.